# Zlatko Dalić
Zlatko Dalić (ur. 26 października 1966 w Livnie) – chorwacki trener i piłkarz który grał na pozycji pomocnika. Obecnie pełni funkcję selekcjonera reprezentacji Chorwacji.

## Kariera piłkarska
Dalić karierę piłkarską rozpoczął w Hajduk Split. W 1986 roku został piłkarzem Cibalia Vinkovci, ale już po roku powrócił do Hajduk Split. W 1988 roku przeniósł się do FK Budućnost Podgorica. Tam, po roku gry, odszedł do Velež Mostar. W 1992 roku został piłkarzem NK Varaždin. W 1996 roku po raz trzeci powrócił do Hajduk Split. W 1998 roku powrócił do NK Varaždin. W 2000 roku zdecydował się zakończyć piłkarską karierę.

## Kariera trenerska
Dalić karierę trenerską rozpoczął tam, gdzie skończył piłkarską, czyli w NK Varaždin, zostając w 2005 roku trenerem tego klubu. W 2006 roku został także asystentem selekcjonera reprezentacji Chorwacji U-21, ale dalej pełnił funkcję w klubie. W 2007 roku przestał być trenerem NK Varaždin i objął drużynę HNK Rijeka. Po roku pracy został jednak zwolniony. W 2008 roku objął klub Dinamo Tirana, tam jednak jego przygoda także zakończyła się po roku. W 2009 roku został trenerem NK Slaven Belupo, jednak ponownie zakończył pracę już po roku. W 2010 roku został trenerem saudyjskiego klubu Al-Faisaly. W międzyczasie, w 2011 roku porzucił funkcję asystenta w młodzieżowej reprezentacji Chorwacji i w pełni poświęcił się pracy w klubie. W 2012 roku został trenerem rezerw Al-Hilal, a w 2013 roku przez krótko trenował pierwszą drużynę tego klubu. W 2014 roku objął Al-Ain FC. W 2017 roku został ogłoszony nowym selekcjonerem reprezentacji Chorwacji, którą poprowadził na Mundialu 2018. Na nim poprowadził drużynę do finału, gdzie ulegli reprezentacji Francji 2:4 i zdobyli tytuł Wicemistrzów Świata. To najlepszy wynik chorwackiej kadry w historii.

## Sukcesy

### Jako trener
Klub
- Varteks Varaždin
  - Finalista Pucharu Chorwacji: 2005/2006[6]
- Dinamo Tirana
  - Superpuchar Albanii: 2008[7]
- Al-Hilal
  - Puchar Arabii Saudyjskiej: 2012/2013[8]
  - Wicemistrz Arabii Saudyjskiej: 2012/2013
- Al-Ain
  - Puchar Emira: 2013/2014
  - Mistrz ZEA: 2014/2015
  - Superpuchar ZEA: 2015
  - Finalista Ligi Mistrzów AFC: 2016[9]

Reprezentacja
- Chorwacja
  - Wicemistrz Świata: 2018[10]
  - 3. miejsce Mistrzostw Świata 2022

## Życie prywatne
Pochodzi z rodziny bośniackich Chorwatów. Żonaty, ma dwóch synów Toniego i Bruno. Praktykujący katolik, odmawia różaniec przed każdym meczem.